# Bustelo (Chaves)
Bustelo é uma povoação portuguesa sede da Freguesia de Bustelo do Município de Chaves, freguesia com 9,35 km² de área e 449 habitantes (censo de 2021), tendo, por isso, uma densidade populacional de 48 hab./km².
A freguesia é composta pelas povoações de Bustelo, Gamoal e Urzeira.

## História
Com as freguesias anexas de Outeiro Seco e Sanjurge, fez parte do concelho de Ervededo, extinto em 31 de dezembro de 1853, passando depois a integrar o concelho (atual município) de Chaves.

## Demografia
A população registada nos censos foi:
| Distribuição da População por Grupos Etários | Distribuição da População por Grupos Etários | Distribuição da População por Grupos Etários | Distribuição da População por Grupos Etários | Distribuição da População por Grupos Etários |
| -------------------------------------------- | -------------------------------------------- | -------------------------------------------- | -------------------------------------------- | -------------------------------------------- |
| Ano                                          | 0-14 Anos                                    | 15-24 Anos                                   | 25-64 Anos                                   | > 65 Anos                                    |
| 2001                                         | 86                                           | 85                                           | 263                                          | 83                                           |
| 2011                                         | 63                                           | 69                                           | 276                                          | 111                                          |
| 2021                                         | 52                                           | 42                                           | 238                                          | 117                                          |